# Abântidas
Abântidas (em grego clássico: Ἀβαντίδας), filho de Paséas, tornou-se tirano da cidade-estado grega antiga de Sicião em 264 a.C., depois de assassinar Cleinias, pai de Arato. Após o assassinato, Abântidas teve os amigos e parentes restantes de Cleinias banidos ou condenados à morte.
Arato, filho de Cleinias, que tinha apenas sete anos de idade, escapou por pouco da morte fugindo para a casa de Soso, irmã de Abântidas, que por acaso se casou com Profanto, o irmão de Cleinias. Ela o escondeu em casa e, à noite, o mandava secretamente para Argos. Abântidas gostava de literatura e estava acostumado a participar das discussões filosóficas de Deínias de Argos e Aristóteles, o Dialético, na ágora de Sicião. Durante uma dessas ocasiões em 252 a.C., com a cumplicidade dos dois retóricos, ele foi assassinado por seus inimigos.

Após sua morte, seu pai, Paséas o sucedeu como tirano, sendo este posteriormente morto por Nícocles.